# Lipiec 2009 w sporcie

## 31 lipca

### Siatkówka
- Grand Prix siatkarek 2009
  - Polska  2:3  Tajlandia

## 30 lipca

### Piłka nożna
- Liga Europy UEFA, faza kwalifikacyjna, III runda (pierwsze mecze):
  - Fredrikstad FK  1:6  Lech Poznań
  - Brøndby IF  1:1  Legia Warszawa
  - Polonia Warszawa  0:1  NAC Breda

## 29 lipca

### pływanie
- Mistrzostwa Świata w Pływaniu 2009
  -   Paweł Korzeniowski zdobył srebrny medal w finale wyścigu na dystansie 200 m stylem motylkowym[1].

## 26 lipca

### Latanie precyzyjne
- XIX Mistrzostwa Świata w Lataniu Precyzyjnym w Toruniu
  -  Polscy zawodnicy zajęli trzy pierwsze miejsca indywidualnie, pierwsze miejsce drużynowo i tytuły Mistrza Świata w nawigacji oraz lądowaniach

## 25 lipca

### Piłka nożna
- Wystartowała II liga piłki nożnej sezon (2009/2010)
- Edmonton Cup[2] – mecz towarzyski, który został rozegrany z okazji 100. rocznicy powstania Piłkarskiego Związku Alberty na stadionie Commonwealth Stadium w mieście Edmonton (Kanada) :
  -  River Plate −  Everton 1:0

Ortega –  27' (gol dla River Plate).

## 24 lipca

### Lekkoatletyka
- Grand Prix IAAF 2009:
  -  Tomasz Majewski zajął trzecie miejsce w konkursie pchnięciu kulą w mityngu Super Grand Prix IAAF w Londynie[3].
  -  Anna Rogowska wygrała konkurs skoku o tyczce pokonując dwukrotną mistrzynię olimpijską i rekordzistkę świata Rosjankę Jelenę Isinbajewą[4].

## 19 lipca

### Igrzyska Luzofonii
- Zakończyły się II Igrzyska Luzofonii, które rozgrywano w Lizbonie. W klasyfikacji medalowej zwyciężyła Brazylia przed Portugalią i Angolą.

### Hokej na trawie
- Polska  0:4  Niemcy (Mecz kontrolny przed sierpniowymi mistrzostwami Europy w Amsterdamie.)[5]

### Piłka siatkowa
- Mistrzostwa Świata w Piłce Siatkowej Kobiet 2010 (eliminacje strefy CEV):
  - Grupa J:
    - Polska  1:3  Turcja[6]

### Żużel
- Drużynowy Puchar Świata na Żużlu 2009, wyniki:
  -   Polska
  -   Australia
  -   Szwecja[7]

## 18 lipca

### Szermierka
- Mistrzostwa Europy w Szermierce 2009 – Polskie szpadzistki awansowały do finału turnieju[8]

### Tenis ziemny
- ATP World Tour 2009 – Mercedes Cup, gra pojedyncza:
  - Łukasz Kubot  2:6, 1:6  Nicolas Kiefer (→ Kubot odpadł w ćwierćfinale)[9]
- ATP World Tour 2009 – Mercedes Cup, gra podwójna:
  -  Mariusz Fyrstenberg,  Marcelo Melo 6:3, 2:6, 4:10  František Čermák,  Michal Mertiňák (→ polsko-brazylijski debel odpadł w półfinale)[10]

### Piłka siatkowa
- Mistrzostwa Świata w Piłce Siatkowej Kobiet 2010 (eliminacje strefy CEV):
  - Grupa J:
    - Polska  3:0  Francja (→ Reprezentacja Polski wywalczyła kwalifikacje do MŚ w 2010)[11]

## 17 lipca

### Tenis ziemny
- WTA Tour 2009 – Internazionali Femminili di Tennis di Palermo:
  -  Klaudia Jans-Alicja Rosolska 1:6, 2:6  Nuria Llagostera Vives-María José Martínez Sánchez (→ polski debel odpadł w półfinale)[12]

## 16 lipca

### Piłka siatkowa
- Liga Światowa siatkarzy:
  - Grupa D:
    - Polska  3:2  Finlandia (→ Reprezentacja Polski zakończyła rywalizację grupową na 3. miejscu)[13]

### Piłka nożna
- Liga Europy UEFA, faza kwalifikacyjna, II runda (pierwsze mecze):
  - A.C. Juvenes/Dogana  0:1  Polonia Warszawa (piłka nożna)
  - KP Legia Warszawa  3:0  Olimpi Rustawi

### Tenis ziemny
- ATP World Tour 2009 – Mercedes Cup, gra pojedyncza:
  - Łukasz Kubot  6:2, 6:4  Philipp Kohlschreiber (→ Kubot awansował do ćwierćfinału)[14]
- ATP World Tour 2009 – Mercedes Cup, gra podwójna:
  -  Łukasz Kubot,  Oliver Marach 6:3, 6:1  Simon Greul-Michael Kohlmann (→ polsko-austriacki debel awansowała do półfinału)[15]
  -  Mariusz Fyrstenberg,  Marcelo Melo  6:3, 7:6 (7-5)  José Acasuso-Martín Vassallo Argüello (→ polsko-brazylijski debel awansowała do półfinału)[16]
- WTA Tour 2009 – Internazionali Femminili di Tennis di Palermo:
  -  Klaudia Jans-Alicja Rosolska 6:4, 7:5  Alizé Cornet,  Olga Sawczuk (→ polski debel awansowała do półfinału)[17]

## 15 lipca

### Piłka siatkowa
- Liga Światowa siatkarzy:
  - Grupa D:
    - Polska  1:3  Finlandia

## 11 lipca

### Igrzyska Luzofonii
- W Lizbonie oficjalnie otwarto II Igrzyska Luzofonii.

### Lekkoatletyka
- Golden League 2009:
  -  Anna Jesień wygrała bieg na 400 m przez płotki na mitingu w Rzymie[18]

### Piłka siatkowa
- Liga Światowa siatkarzy:
  - Grupa A:
    - Stany Zjednoczone  1:3  Włochy

  - Grupa C:
    - Rosja  1:3  Japonia
    - Bułgaria  3:2  Kuba

  - Grupa D:
    - Wenezuela  0:3  Brazylia
    - Finlandia  3:0  Polska

### Kolarstwo
- Tour de France, Etap 8 – 176,5 km:
  -   Luis León Sánchez
  -   Sandy Casar
  -   Mikel Astarloza

## 10 lipca

### Igrzyska Luzofonii
- Mecz piłki siatkowej kobiet Makau – Indie zainaugurował zmagania podczas rozgrywanych w Lizbonie II Igrzysk Luzofonii.

### Piłka siatkowa
- Liga Światowa siatkarzy:
  - Grupa C:
    - Rosja  3:0  Japonia

  - Grupa D:
    - Finlandia  3:1  Polska

### Kolarstwo
- Tour de France, Etap 7 – 224 km:
  -   Brice Feillu
  -   Christophe Kern
  -   Johannes Fröhlinger
    -  Lider Tour de France:  Rinaldo Nocentini

## 9 lipca

### Piłka nożna
- Liga Europy UEFA, I runda kwalifikacyjna, mecze rewanżowe:
  - Polonia Warszawa  0:1  Budućnost Podgorica (→ w dwumeczu 2:1 awans do II rundy Polonii)[19]

### Kolarstwo
- Tour de France, Etap 6 – 181,5 km:
  -   Thor Hushovd
  -   Óscar Freire
  -   José Joaquín Rojas
    -  Lidera Tour de France:  Fabian Cancellara

## 8 lipca

### Piłka nożna
- Liga Mistrzów UEFA, I runda kwalifikacyjna, mecze rewanżowe:
  - Mogren  4:0  Hibernians → awans do II rundy Mogrena

### Kolarstwo
- Tour de France, Etap 5 – 196,5 km:
  -   Thomas Voeckler
  -   Michaił Ignatiew
  -   Mark Cavendish[20]

## 7 lipca

### Piłka nożna
- Liga Mistrzów UEFA, I runda kwalifikacyjna, mecze rewanżowe:
  - Sant Julia  1:1 (karne 5:4)  Tre Fiori → awans do II rundy Sant Julia

### Kolarstwo
- Tour de France, Etap 4 – 38 km (jazda drużynowa na czas):
  -   Team Astana
  -   Garmin-Slipstream
  -   Team Saxo Bank

## 6 lipca

### Kolarstwo
- Tour de France, Etap 3 – 196 km:
  -   Mark Cavendish
  -   Thor Hushovd
  -   Cyril Lemoine

## 5 lipca

### Kolarstwo
- Tour de France, Etap 2 – 187 km:
  -   Mark Cavendish
  -   Tyler Farrar
  -   Romain Feillu

### Tenis ziemny
- ATP World Tour 2009 – Wimbledon 2009, finał mężczyzn:
  - Andy Roddick  2:3 (5:7, 7:6 (8-6), 7:6 (7-5), 3:6, 16:14)  Roger Federer
- WTA Tour 2009 – Wimbledon 2009, finał kobiet:
  - Venus Williams  0:2 (6:7, 2:6)  Serena Williams

## 4 lipca

### Kolarstwo
- Tour de France, Etap 1 – 15 km:
  -   Fabian Cancellara
  -   Alberto Contador
  -   Bradley Wiggins

### Piłka siatkowa
- Liga Światowa siatkarzy:
  - Grupa D
    - Finlandia  3:2 (22:25, 23:25, 25:22, 25:22, 17:15)  Brazylia[21]
    - Polska  3:1 (27:29, 25:14, 25:21, 25:22)  Wenezuela[22]

## 3 lipca

### Piłka siatkowa
- Liga Światowa siatkarzy:
  - Grupa D
    - Finlandia  0:3 (19:25, 15:25, 23:25)  Brazylia
    - Polska  3:0 (25:15, 25:22, 25:20)  Wenezuela

## 2 lipca

### Piłka nożna
- Liga Europy UEFA, I runda kwalifikacyjna, pierwsze mecze:
  - Budućnost Podgorica  0:2  Polonia Warszawa

## 1 lipca

### Piłka nożna
- Liga Mistrzów UEFA, I runda kwalifikacyjna, pierwsze mecze:
  - Tre Fiori  1:1  Sant Julia